# Erik Poppe
Erik Poppe (Oslo, 24 juni 1960) is een Noors filmregisseur, scenarioschrijver en voormalig cameraman en persfotograaf.

## Biografie
Erik Poppe werd in 1960 geboren in Oslo en groeide op in Portugal en Noorwegen. Hij startte zijn carrière als fotograaf van 1983 tot 1987 voor het nieuwsblad Verdens Gang en nieuwsdienst Reuters waar hij zowel in het binnenland als buitenlandse conflicten volgde. Nadat hij na een opdracht in Columbia gehospitaliseerd werd, besloot hij te stoppen als journalist en zich toe te leggen op het filmmaken. Hij studeerde in 1991 af in cinematografie aan het Dramatiska institutet in Zweden en begon te werken als cameraman bij commercials. In 1995 was hij DoP bij de film Eggs van Bent Hamer die in Noorwegen de Amandaprisen voor beste film won.
In 1998 regisseerde Poppe zijn eerste langspeelfilm Schpaaa, gevolgd door Hawaii, Oslo in 2004 en deUSYNLIGE uit 2008 voltooide de "Oslo"-trilogie. Poppe is mede-eigenaar van de filmmaatschappij Paradox Films. 
Poppe is een van Noorwegens meest ervaren regisseurs van tv-commercials en videoclips. Hij regisseerde in 2002 vier afleveringen van de Noorse televisieserie Brigaden.

## Filmografie
- 2018: Utøya 22. juli
- 2016: Kongens nei
- 2013: Tusen ganger god natt
- 2008: deUSYNLIGE
- 2004: Hawaii, Oslo
- 2002: Brigaden (televisieserie)
- 1998: Schpaaa

## Prijzen en nominaties
De belangrijkste:
| Jaar | Prijs        | Categorie   | Film                  | Uitslag     |
| ---- | ------------ | ----------- | --------------------- | ----------- |
| 2014 | Amandaprisen | Beste regie | Tusen ganger god natt | Genomineerd |
| 2009 | Amandaprisen | Beste regie | deUSYNLIGE            | Genomineerd |
| 2005 | Amandaprisen | Beste regie | Hawaii, Oslo          | Genomineerd |
| 2005 | Amandaprisen | Beste film  | Hawaii, Oslo          | Gewonnen    |